# Metacnephia aspinosa
Metacnephia aspinosa är en tvåvingeart som beskrevs av Rubtsov 1973. Metacnephia aspinosa ingår i släktet Metacnephia och familjen knott. Inga underarter finns listade i Catalogue of Life.